# A-1 hrvatska košarkaška liga za žene 2012./13.
A-1 ligu, najviši rang hrvatskog košarkaškog prvenstva u ženskoj konkurenciji je za sezonu 2012./13. osvojila prvi put u povijesti ekipa Novog Zagreba.

## Sudionici
- PGM Ragusa, Dubrovnik
- Gospić, Gospić
- Studenac, Omiš
- Rockwool, Pula
- Pleter, Rijeka
- Split, Split
- Jolly JBS, Šibenik
- Zadar, Zadar
- Agram, Zagreb
- Medveščak, Zagreb
- Novi Zagreb, Zagreb
- Trešnjevka 2009, Zagreb

## Ljestvice i rezultati

### Ligaški dio
| mj  | klub            | ut | pob | por | koševi    | KR   | bod |             |
| --- | --------------- | -- | --- | --- | --------- | ---- | --- | ----------- |
| 1.  | Gospić          | 22 | 21  | 1   | 1948:1211 | 737  | 43  | doigravanje |
| 2.  | Novi Zagreb     | 22 | 21  | 1   | 2101:1305 | 796  | 43  | doigravanje |
| 3.  | Jolly JBS       | 22 | 17  | 5   | 1730:1419 | 311  | 39  | doigravanje |
| 4.  | Medveščak       | 22 | 17  | 5   | 1770:1274 | 496  | 39  | doigravanje |
| 5.  | Pleter          | 22 | 10  | 12  | 1562:1607 | -45  | 32  |             |
| 6.  | Trešnjevka 2009 | 22 | 9   | 13  | 1390:1470 | -80  | 31  |             |
| 7.  | Split           | 22 | 9   | 13  | 1399:1738 | -339 | 30  |             |
| 8.  | Studenac        | 22 | 8   | 14  | 1418:1688 | -270 | 30  |             |
| 9.  | Zadar           | 22 | 7   | 15  | 1347:1616 | -269 | 29  |             |
| 10. | Rockwool        | 22 | 7   | 15  | 1390:1771 | -381 | 29  |             |
| 11. | PGM Ragusa      | 22 | 6   | 16  | 1268:1545 | -277 | 28  |             |
| 12. | Agram           | 22 | 0   | 22  | 1173:1852 | -679 | 22  |             |

### Doigravanje
| klub1                                                                                                | omjer         | klub2         | rezultati                         |
| poluzavršnica                                                                                        | poluzavršnica | poluzavršnica | poluzavršnica                     |
| --- | ------------- | ------------- | --------------------------------- |
| Gospić                                                                                               | 2-0           | Medveščak     | 90:51, 52:51                      |
| Novi Zagreb                                                                                          | 2-0           | Jolly JBS     | 102:61, 77:54                     |
| |               |               |                                   |
| završnica                                                                                            |               |               |                                   |
| Gospić                                                                                               | 2-3           | Novi Zagreb   | 77:66, 58:69, 73:45, 70:76, 62:70 |
| |               |               |                                   |
| rezultat podebljan - domaća utakmica za klub1 rezultat normalne debljine - gostujuća utakmica kluba1 |               |               |                                   |

## Poveznice
- WBFAL liga 2012./13.
- A-2 hrvatska košarkaška liga za žene 2012./13.